# 엽서

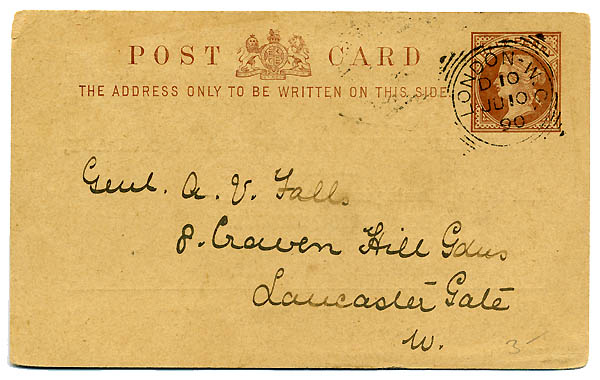
1890년에 쓰인 영국의 우편엽서

엽서(葉書)는 네모낳게 생긴 굵은 종이 조각이나 얇은 카드판이며 봉투 없이 글을 써서 편지를 보내기 위하여 고안된 것이다. 우표 수집자들은 우표를 붙여야 하는 그림엽서(postcard 또는 post card, 포스트카드)와 우표가 미리 인쇄되어 있는 우편엽서(postal card, 포스털 카드)를 구별한다. 그림엽서는 일반적으로 개별 회사나 개인, 단체가 인쇄하지만 우편엽서는 해당 우편 기관이 발행한다.

## 특별한 엽서
청첩장, 연하장, 크리스마스 카드등은 특정 기념일을 알리고 서로간에 친분을 나누기에 적절한 전통적으로 애용하여 온 편지 방식이다.

## 전자 엽서
인터넷이나 SNS(
소셜 네트워크 서비스)의 개인 통신 환경이 발달하면서 기존의 실물 우편 방식과 함께  문자 메시지나 SNS 앱 또는 이메일등을 통해 전자적인 디지털방식도 관습으로 이용되고있다.

### 전자엽서의 예
|                 |        |
| 크리스마스 카드 | 연하장 |

## 같이 보기
- 봉투, 인사 카드
- 우표 수집
- 종이 크기
- QSL 카드